# Me 262

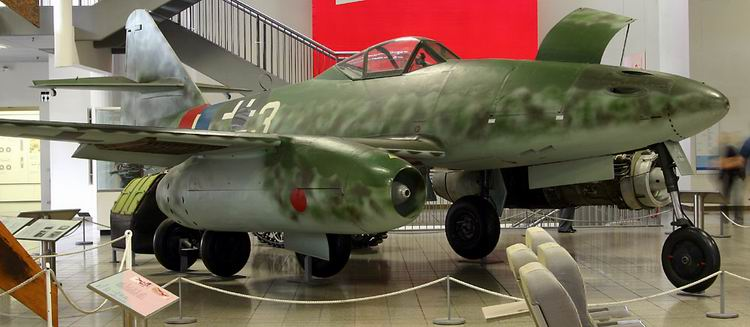
Hans Guido Mutke Me 262A-ja a Deutsches Museum-ban van kiállítva.

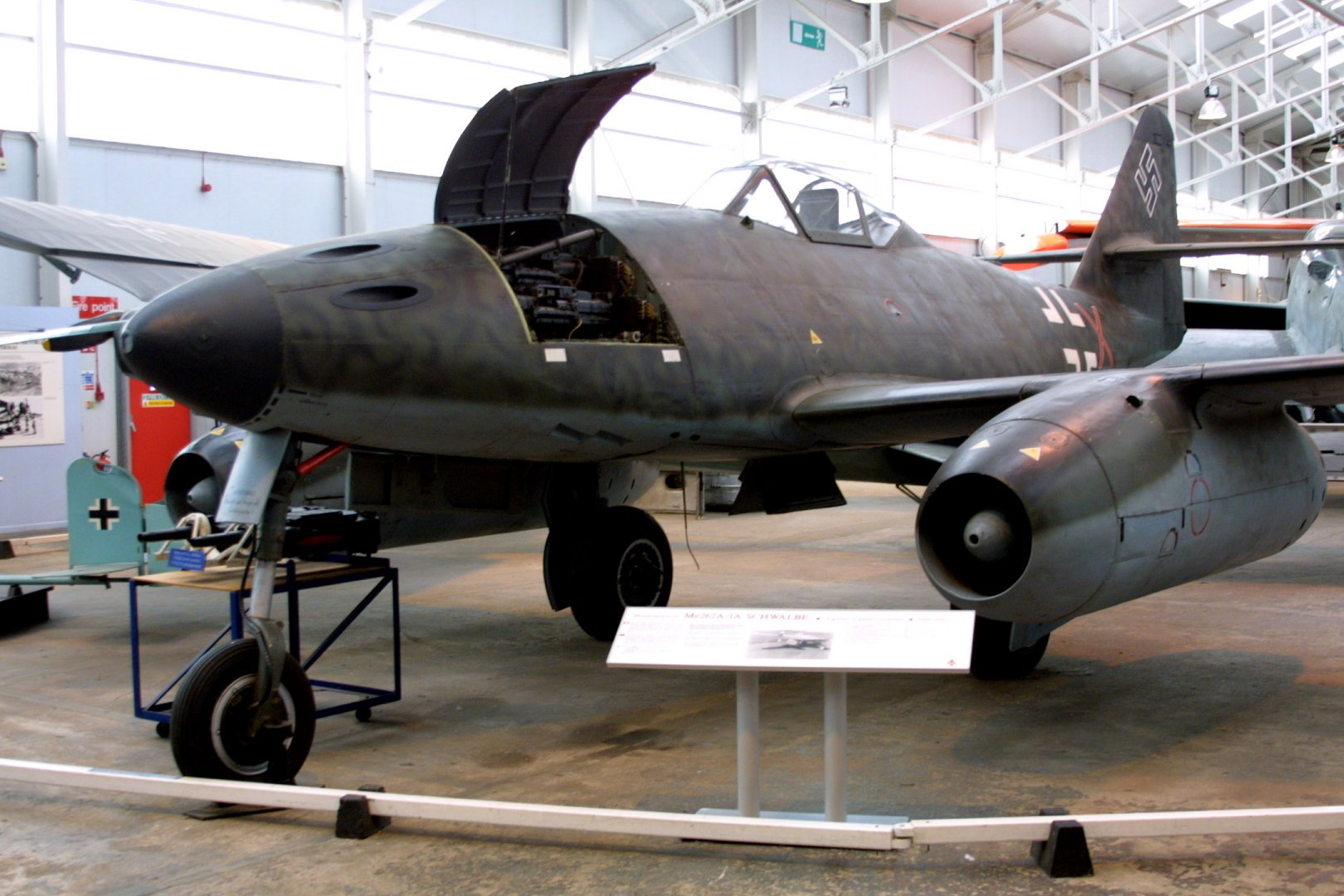
Me 262 A-1a

A Messerschmitt Me 262 a világ első sorozatban gyártott gázturbinás sugárhajtóműves vadászrepülőgépe (Schwalbe) és vadászbombázója (Sturmvogel) volt. A második világháború végére elkészült repülőgépet a Luftwaffe az 1944. utáni időszakban vetette be, ám a szövetséges repülőgépeknél lényegesen gyorsabb Me 262 túl későn és túl kevés példányszámban készült el ahhoz, hogy a háború kimenetelét befolyásolhassa. A szövetségesek statisztikái szerint a gép 509 légigyőzelmet aratott, 100-nál több gépveszteség árán.

## Fejlesztése
A Me 262 sugárhajtású vadászrepülőgép tervezése a Projekt P.1065-ös számú projektjében már egy évvel a második világháború kitörése előtt megkezdődött. Mégis, a fejlesztésben és a megfelelő hajtómű leszállításában bekövetkező késések, a szövetségesek bombatámadásaiból származó károk, valamint Hitler visszautasító válaszai miatt csak hat évvel később tudott a Luftwaffe csapatszolgálatába lépni. Így mivel nem gyártották sok helyen (Hitler inkább a már kifejlesztett és bizonyított típusok sorozatgyártását támogatta), csak néhány darab került használható állapotba a Harmadik Birodalom bukása előtt. 1939-re már elkészült a komplett tervezet, és a Légügyi Minisztérium (RLM) utasítására végrehajtott vizsgálatot követően 1940 tavaszán három prototípust rendeltek meg.
A repülőgépet eredetileg farokfutós futómű-elrendezéssel tervezték, és a V1-V4 prototípusok így is készültek el, de a berepülések során hamar kiderült, hogy a hajtóművek és a szárnyak állása miatt a vízszintes vezérsík a földön irányíthatatlanná vált. A hajtóműből kiömlő forró gázok emellett jelentős károkat okoztak a futópályákban, ezért a V5 prototípuson már orrfutós konstrukcióban készült, a V6 prototípus utáni gépek pedig már behúzható, orrfutós futóművekkel rendelkeztek.
A prototípusok már sokkal hamarabb készen álltak, mielőtt a hajtóműveik megérkeztek volna, ezért hogy kipróbálhassák a szerkezet fő tulajdonságait, a PC+UA Me 262V1 első repülésére 1941. április 4-én került sor sugárhajtómű gondolákkal és egy az orrban elhelyezett 700 LE-s Junkers Jumo 210 típusú dugattyús motorral. 1941. november 25-én megkísérelték a repülést két szárny alatti BMW 003 típusú gázturbinával, de a dugattyús motor beszerelve maradt. Ez a döntés később szerencsésnek is bizonyult, mivel az első BMW 003-as felszereltségű gép berepülése során mindkét hajtómű leállt, a pilótának az orrba szerelt motor segítségével kellett leszállnia. Az első kizárólag sugárhajtóművel történő repülésre 1942. július 18-ig kellett várni, amikor a PC+UC jelzésű harmadik prototípus a levegőbe emelkedett a Junkers Jumo 004-es hajtóműveivel – közel kilenc hónappal megelőzve a brit Gloster Meteor 1943. március 5-ei első felszállását.
A megbízhatatlannak bizonyult 003-as hajtóműveket leváltotta az újonnan kifejlesztett Junkers Jumo 004. A berepüléseket tovább folytatták, de a hajtómű-problémák nem múltak el. 1942-re elkészültek a sárkány változtatásaival, de a hajtómű-hiány miatt a sorozatgyártás 1944-re csúszott. E hiány egyik oka a stratégiai fontosságú nyersanyagok hiánya volt, különösen a rendkívül magas hőmérsékleti viszonyoknak ellenálló fémeké és ötvözeteké. A kész hajtóműveknek is csupán 50 órás élettartama volt – a legtöbb 004-es csupán 12 órát bírt ki. Egy tapasztalt Me 262-pilóta 20-25 órás hajtómű-élettartamra számíthatott. Egy 004-es hajtómű cseréje elméletileg csak három órába telt, de a silány minőségű alkatrészek és a műszaki személyzet elégtelen képzése miatt ez gyakran nyolc-kilenc órát is igénybe vett.
1943. közepén Hitler az Me 262-t nem védelmi elfogó vadászként, hanem támadó vadászbombázóként szerette volna látni. Igényei szerint egy gyors, könnyű bombaterhelésű Schnellbomber képes lett volna a szövetségesek légvédelmi vonalain áttörni az akkor már várható normandiai partraszállás során. Hitler utasítására fejlesztették ki a Sturmvogel vadászbombázó-variánst – hogy ez mennyire lassította le a gép hadrendbe állítását, arról a mai napig viták folynak.

## Alkalmazása
1944 áprilisában a bajorországi Lechfeldben megalakult az Erprobungskommando 262, az Me 262 hadrendbe állítását előkészítő berepülési egység. 1944. július 26-án Alfred Schreiber egy Me 262 A–1a fedélzetén megszerezte a sugárhajtású gépek első légi győzelmét, miután lelőtt egy Mosquito felderítőgépet. Werner Thierfelder 1944. júliusi halálát követően Walter Nowotnyt nevezték ki egységparancsnokká, és az egység is felvette a Kommando Nowotny nevet. A berepülések lassan haladtak; 1944-ben 19 szövetséges gépet lőttek le 6 Me 262 veszteség árán, bár ezeket az adatokat az amerikai hadsereg légiereje nem erősítette meg. A tiltó parancs ellenére Nowotny 1944. november 8-án bevetésre indult, majd egy B–24 és egy P–51 lelövését jelentette. Bevetése vége felé hajtóműproblémái adódtak, utolsó rádióadása nem tisztázott: „Égek!” vagy „Ég [a gép]!”. Több megfigyelő látta fehér 8-as gépét  függőlegesen kizuhanni a felhőkből, majd a földbe csapódni Epe falu (ma Bramsche része) közelében. Valószínűleg P–51-esek lelőtték. A következő nap elismerték a halálát. A Kommando-t visszavonták a frontról és 1945 januárjában megalakult a Jagdgeschwader 7 (JG 7) vadászrepülő ezred, amely kizárólag sugárhajtású gépekkel repült. A JG 7 operatív készültségének elérése azonban még több hétbe telt, és időközben a Kampfgeschwader 54 (KG 54) bombázóezredet Me 262 A–2a vadászbombázókkal szerelték fel. Ez az egység azonban két hét alatt 12 gépet veszített úgy, hogy cserébe nem sok mindent tudott felmutatni.
A Jagdverband 44 (JV 44) Adolf Galland vezetése alatt 1945 februárjában jött létre. Galland számos tapasztalt és kitüntetett Luftwaffe pilótát tudott az egységébe toborozni olyan más egységekből, amelyek üzemanyag-hiány miatt már nem tudtak repülni.
1945 márciusában Me 262 vadászgép-egységek először hajtottak végre nagy számban támadást a szövetséges bombázók ellen. Március 18-án a JG 7 37 darab Me 262-ese elfogott egy 1221 bombázóból és 632 kísérővadászból álló formációt. 12 bombázó és egy vadászgép lelövése három Me 262 elvesztésébe került. Bár ez a négy az egyhez arány megfelelt annak, amekkora veszteséget a Luftwaffé-nak a háború kimenetelének befolyásolására kellett elérnie, abszolút mértékben a siker aránya eltörpült a bevetett gépek száma mellett – a támadó gépek csupán egy százalékát semmisítették meg, az ezred azonban 10%-os veszteséget szenvedett. 1943-ban és 1944-ben az amerikai légierő öt százalékot is meghaladó veszteségek mellett is fenn tudta tartani a támadásokat, ezzel szemben a kevés számú Me 262 nem tudott jelentős veszteségeket okozni.
Az Me 262 B–1a kétüléses, kiképző változatának számos példányát éjszakai elfogóvadásznak építették át, FuG 218 Neptun radarral és Hirschgeweih antennával. A Nachtjagdgeschwader 11-be tartozó éjjeli vadászokat Berlin mellé telepítették, és az 1945. első három hónapjában Berlin felett lelőtt 13 Mosquito nagy része nekik tulajdonítható.
Gyermekbetegségei ellenére az Me 262 a dugattyúmotoros katonai repülőgépek korszakának végét jelentette. Felszállás után a gép több mint 800 km/h sebességet tudott elérni, amely 150 km/h-val volt gyorsabb minden egyéb Európában állomásozó szövetséges vadászgépnél, kivéve a brit Gloster Meteort, mely 965 km/h csúcssebességre volt képes, de a brit sugárhajtású vadászrepülőgépet elsősorban Nagy-Britannia honi légvédelmére alkalmazták, így a harctéren nem találkozott a Me 262-vel.
Az Me 262 ászpilótái közül kiemelkedik Franz Schall, aki 17 légi győzelme közül hatot négymotoros bombázók, tízet pedig P–51 Mustang vadászgépek ellen ért el. Kurt Welter 25 De Havilland Mosquito, két négymotoros bombázó éjjeli és további két Mosquito nappali lelövését tulajdonítja magának.

## Változatai
Me 262 A-0
A repülőgép próbaszériáját két Jumo 004B sugárhajtóművel szerelték, ezekből 23-at építettek.
Me 262 A-1a "Schwalbe"
Vadász és vadászbombázó repülőgépként gyártott típus.
Me 262 A-1a/R-1
R4M levegő-levegő rakétákkal is ellátták.
Me 262 A-1a/U1
Egyetlen prototípus a hat előre tüzelő ágyúval felszerelt változatból. Az ágyúk közül kettő 20 mm-es (MG 151/20 ágyú), kettő 30 mm-es (1.18 in) (MK 103 ágyú), kettő pedig 30 mm-es (1.18 in) (MK 108 ágyú) volt.
Me 262 A-1a/U2
Egyetlen prototípus, amelyet a FuG 220 Lichtenstein SN-2 90 MHz radarral és  Hirschgeweih antennával láttak el, és éjszakai vadászként próbáltak ki.
Me 262 A-1a/U3
Kis számban készült felderítő változat, amelynek az orr-részébe egy  Reihenbilder RB 20/30 kamerát szereltek (esetenként egy RB 20/20 és egy RB 75/30). Egyeseknél megtartottak egy 30 mm-es (1.18 in) ágyút, de többségük fegyvertelen volt.
Me 262 A-1a/U4
Bombázó-páncélvadász változat két prototípusa. Az orr-részben elhelyezett 50 mm (2 in) MK 214 ágyúval (vagy BK-5 páncéltörő ágyúval) szerelték fel.
Me 262 A-1a/U5
Nehéz sugárhajtású vadász az orr-részben elhelyezett had darab 30 mm-es (1.18 in) MK 108-as ágyúval felszerelve.
Me 262 A-1b
Ugyanaz, mint az As A-1a típus, de BMW 003 hajtóművekkel. Néhányat építettek, kettőről ismert, hogy kísérleti intézményekben voltak elhelyezve; maximális sebességük elérte a 800 km/h-t.
Me 262 A-2a "Sturmvogel"
Kifejezetten bombázó változat. Csak a két alsó 30 mm-es (1.18 in) MK 108 ágyút hagyták meg rajta.
Me 262 A-2a/U1
Egy prototípus precíziós bombacélzó berendezéssel.
Me 262 A-2a/U2
Két prototípus módosított orr-résszel a bombavető berendezés elhelyezéséhez.
Me 262 A-3a
Földi célok támadásához javasolt változat.
Me 262 A-4a
Felderítő változat.
Me 262 A-5a
Kifejezetten felderítésre készült változat. Néhány került bevetésre a háború végén.
Me 262 B-1a
Kétüléses oktató változat.
Me 262 B-1a/U1
Me 262 B-1a oktató változatok átmenetileg éjszakai vadásznak átalakítva, FuG 218 Neptun radar, és Hirschgeweih antenna felszerelésével.
Me 262 B-2
Éjszakai vadásznak javasolt változat megnyújtott géptörzssel.
Me 262 C-1a
Egyedi prototípus a Me 262A Werknummer 130 186 átalakításával készült, rakéta-gyorsítású elfogóvadászból (Heimatschützer I), amelynek a farokrészébe Walter HWK 109-509 rakétát szereltek, először 1945 február 27-én repült kombinált sugár- és rakétameghajtással.
Me 262 C-2b
Egyedi prototípus a Me 262A Werknummer 170 074 átalakításával készült, rakéta-gyorsítású elfogó vadászból (Heimatschützer II) amelyet két kombinált (BMW 003R) hajtóművel láttak (BMW 003 sugárhajtómű, amelyek kiömlőnyílása fölé egy 1000 kg tolóerejű BMW 718 rakétát szereltek a rakétás gyorsításhoz. Csak egyszer, 1945 március 25-én repült kombinált sugár- és rakétameghajtással.
Me 262 C-3a
Sohasem készült el. A lehetséges Heimatschützer III prototípusa, amelyet rakéta-gyorsítású elfogó vadásznak szántak, a gép hasára felszerelt Walter rakéta-motorral.
Me 262 D-1
Jagdfaust aknavetők hordozására javasolt változat.
Me 262 E-1
Ágyúval felfegyverezni javasolt, az A-1a/U4 típuson alapuló változat.
Me 262 E-2
48 × R4M rakétával felfegyverezni javasolt változat.
Me 262 S
A Me 262 A-1a nullszériás modellje.
Me 262 W
A Me 262 ideiglenes terve pulzáló sugárhajtóművekkel.

### Háború utáni változatok
- Avia S–92[21] csehszlovák gyártmányú Me 262 A-1a (vadászrepülőgép)[22]
- Avia CS–92 csehszlovák gyártmányú Me 262 B-1a (kétüléses, oktató-vadászrepülőgép)

### Reprodukciók
Ezeket a reprodukciókat a  Legend Flyers (később Me 262 Project) (Everett, Washington) építette meg. Az eredeti Jumo 004 hajtóműveket a megbízhatóbb General Electric J85 hajtóművekre cserélték. Az első Me 262 reprodukció (egy kétüléses változat) először 2002 decemberben, majd másodszor 2005 augusztusában repült. Ezt a példányt a Messerschmitt Alapítványnak adták, és bemutatták 2006-ban az ILA légibemutatón.
- A-1c: Amerikai magánépítésű, A-1a változatra alapozott kiképzésű.
- B-1c: Amerikai magánépítésű, B-1a változatra alapozott kiképzésű.
- A/B-1c: Amerikai magánépítésű, az A-1a és B-1c  altípusok között változtatható kiképzésű.

## Fennmaradt példányok
Hans Guido Mutke(de) Me 262A-ja a Deutsches Museumban van kiállítva.

## Képtár
A Luftwaffe fontosabb vadászrepülőgépei:

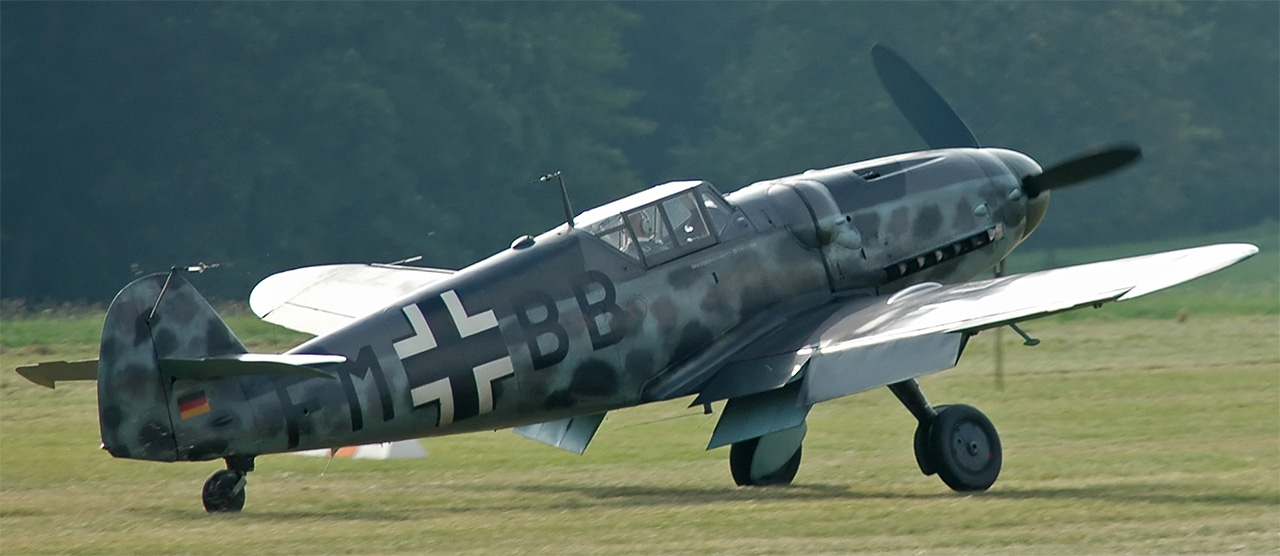
Bf 109 G–6 vadászgép
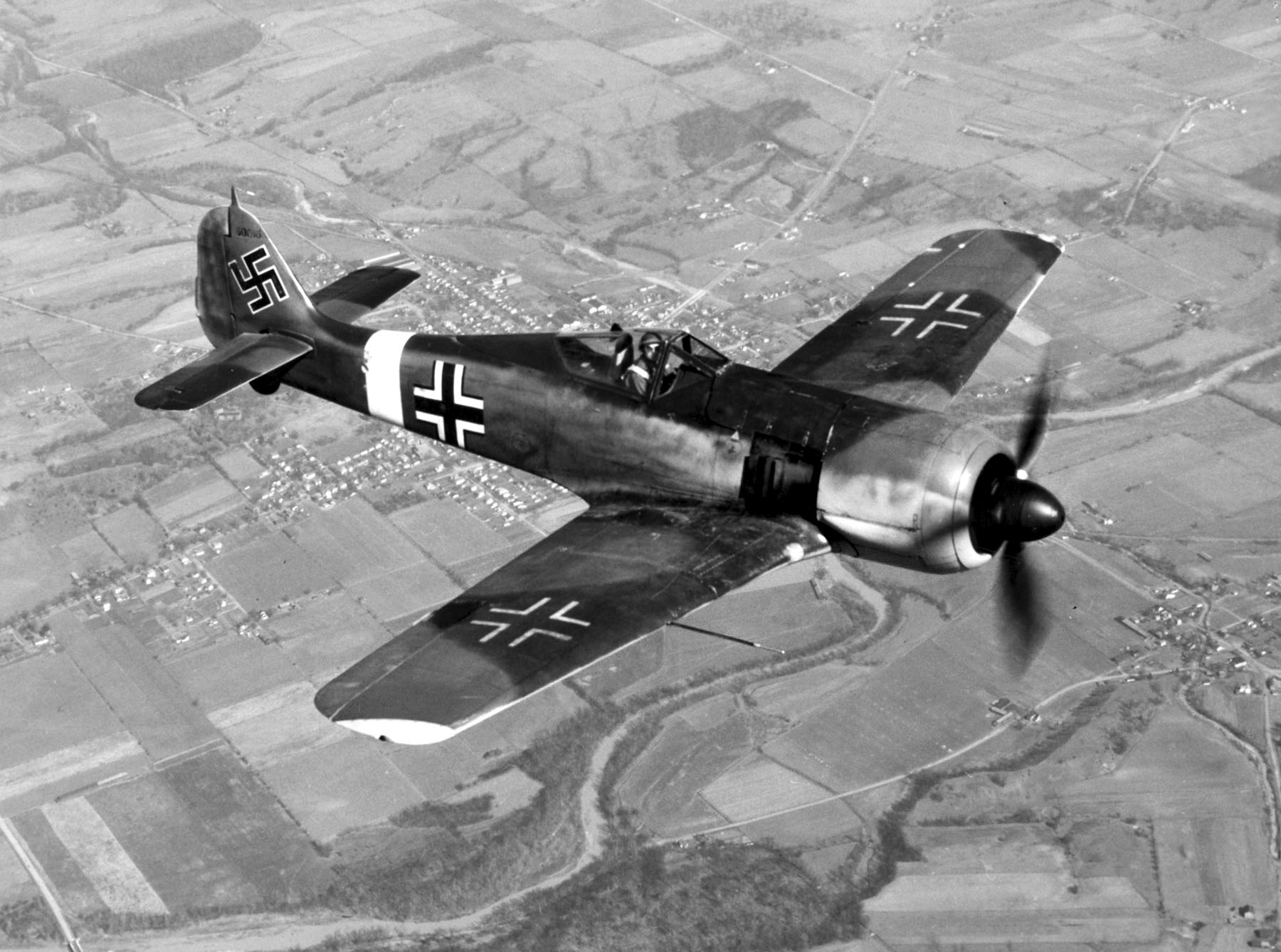
Fw 190 vadászrepülőgép
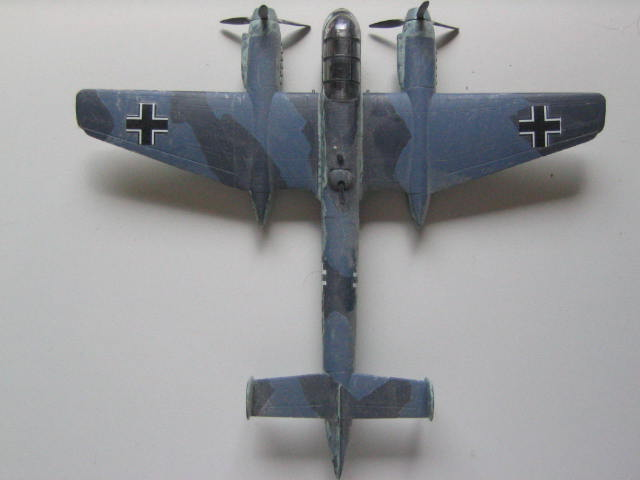
Ar 240 kétmotoros nehézvadász- és csatarepülőgép
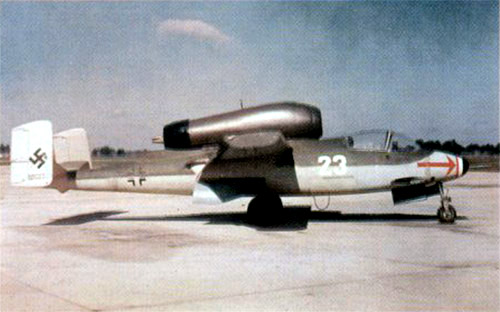
Heinkel-162 „Volksjäger” sugárhajtású vadászgép
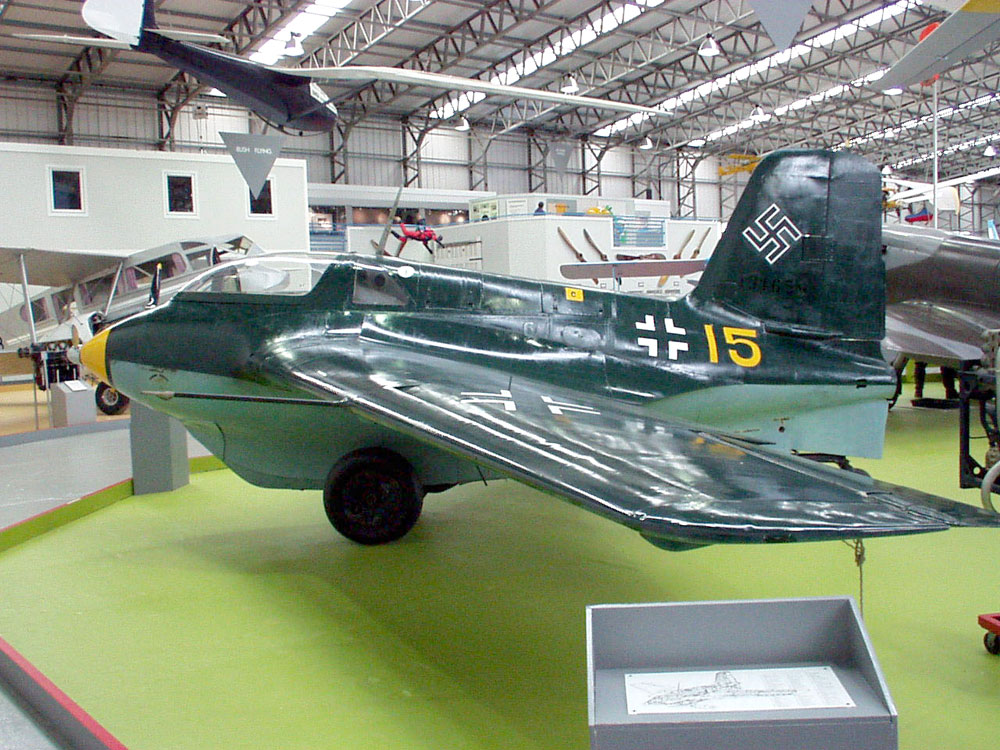
Me 163B-1a „Comet” (üstökös) rakétahajtású elfogóvadász
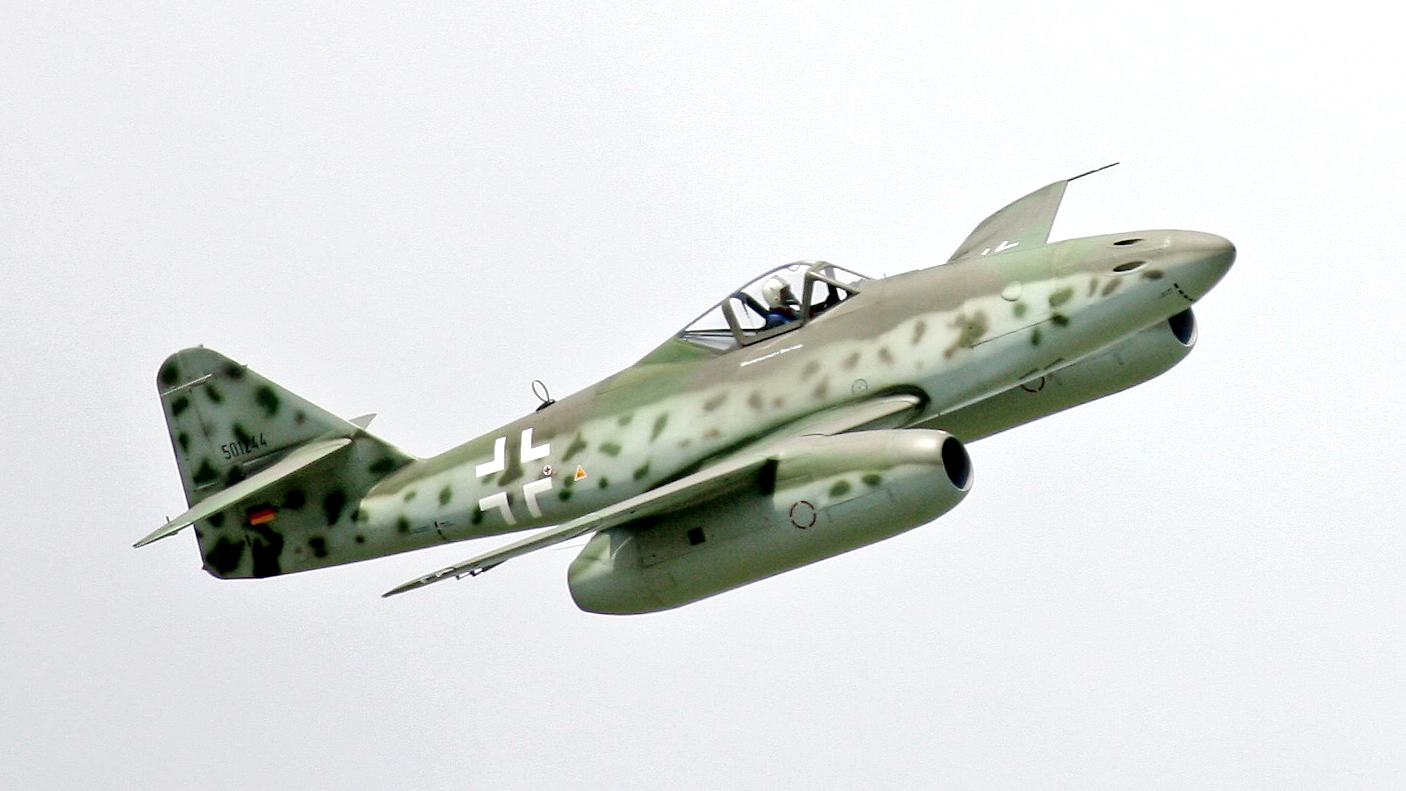
Me 262 sugárhajtású vadászgép